# Andalgalornis
Andalgalornis byl rod dravých ptáků z čeledi Phorusrhacidae (přezdívané neoficiálně též "hrůzoptáci"). Žil v Argentině. Jediný popsaný druh je Andalgalornis steulleti. Andalgalornis je znám z neúplné kostry a několika izolovaných kostí. Pozůstatky byly nalezeny v provinciích Entre Ríos a Catamarca v severovýchodní a severozápadní Argentině. Žil od miocénu až do raného pliocénu. Byl vysoký 1,5 m. Podčeleď, do které patřil (Patagornithinae), zahrnovala dva druhy, které byly štíhlejší a vypadaly jako zástupci rodu Phorusrhacos. Ale ten byl menší, elegantnější a měl větší zobák v poměru k tělu. Výpočetní tomografické vyšetření andalgalornisovy lebky ukázalo, že jeho zobák byl ve svislé rovině silný, ale po obou bočních stranách slabý. I tak umožnil rychle udeřit a zabít kořist.